# Шуйская епархия
Шу́йская епархия — епархия Русской православной церкви, объединяющая приходы и монастыри в юго-западной части Ивановской области (в границах Гаврилово-Посадского, Ильинского, Комсомольского, Лежневского, Савинского, Тейковского, Шуйского и Южского районов). Входит в состав Ивановской митрополии.

## История
В 1928—1929 годах существовало Шуйское викариатство Иваново-Вознесенской епархии.
6 июня 2012 года решением Священного синода Русской православной церкви была создана самостоятельная Шуйская епархия, территория которой была выделена из состава Иваново-Вознесенской. Тогда же епархия включена в состав новообразованной Ивановской митрополии.

## Епископы
Шуйское викариатство
- 1928 — 25 сентября 1929 — Питирим (Крылов)

Шуйская епархия
- 1 июля 2012 — 15 июля 2016 — Никон (Фомин)
- 15 июля 2016 — 2 декабря 2016 — Иосиф (Македонов) в/у, митрополит Иваново-Вознесенский
- 2 декабря 2016 — 11 октября 2023 — Матфей (Самкнулов)
- с 11 октября 2023 — Иоанн (Руденко)

## Благочиния
Епархия разделена на 8 церковных округов. По состоянию на октябрь 2022 года:
- Гаврилово-Посадское благочиние
- Ильинское благочиние
- Комсомольское благочиние
- Лежневское благочиние
- Савинское благочиние
- Тейковское благочиние
- Шуйское благочиние
- Южское благочиние

## Монастыри
Мужские
- Николо-Шартомский монастырь в селе Введенье Шуйского района
- Монастырь в честь сошествия Животворящего Креста Господня в селе Погост Крест Ильинского района
- Успенско-Казанский монастырь в селе Кузнецово Шуйского района
- Воскресенско-Феодоровский монастырь в селе Сергеево Шуйского района
- Золотниковская Успенская пустынь в селе Золотниковская Пустынь Тейковского района

Женские
- Успенский монастырь в селе Дунилово Шуйского района
- Святоезерская Иверская пустынь в посёлке Мугреевский Южского района

Бывшие
- Троицкий монастырь в Шуе (мужской)
- Борисоглебский монастырь в Шуе (женский)
- Шуйский Спасский монастырь в Шуе (женский)
- Всехсвятский единоверческий монастырь в Шуе (женский)
- Введенский монастырь в селе Введеньё Шуйского района (женский) — возрождается